# Rikets sal (humorsajt)
Rikets sal var en svensk humorsajt som startades av Jesper Rönndahl, Kristoffer "Kringlan" Svensson och Valdemar "Valle" Westesson kända från bland annat "Pang Prego" och "Hej Domstol!" i P3. Webbplatsen öppnades den 11 januari 2010, och medverkade gjorde flera svenska komiker och humorarbetare.
Innehållet bestod av textbaserad humor i form av blogginlägg och artiklar, roliga bilder, videor och seriestrippar. Vissa segment var mer återkommande, som exempelvis "Mögelbloggen" – en regelbundet uppdaterad analys av en tallrik julmat som fått stå framme och mögla, där själva förruttnelseprocessen ligger i fokus. Varje vecka lades podcasten Till slut kommer någon att skratta med Petter Bristav, Soran Ismail och Aron Flam ut på sajten.

## Medverkande
- Jesper Rönndahl
- Kringlan Svensson
- Nanna Johansson
- Benny Mårtensson
- Valle Westesson
- Josefin Johansson